# Texas Tennis Open 2011 - Qualificazioni singolare
Le qualificazioni del singolare  del Texas Tennis Open 2011 sono state un torneo di tennis preliminare per accedere alla fase finale della manifestazione. I vincitori dell'ultimo turno sono entrati di diritto nel tabellone principale. In caso di ritiro di uno o più giocatori aventi diritto a questi sono subentrati i lucky loser, ossia i giocatori che hanno perso nell'ultimo turno ma che avevano una classifica più alta rispetto agli altri partecipanti che avevano comunque perso nel turno finale.

## Giocatrici

### Teste di serie
1. Kateryna Bondarenko (qualificata)
2. Chanelle Scheepers (qualificata)
3. Angelique Kerber (qualificata)
4. Aravane Rezaï (qualificata)

1. Akgul Amanmuradova (ultimo turno)
2. Jamie Hampton (ultimo turno)
3. Al'ona Bondarenko (ultimo turno)
4. Andreja Klepač (primo turno)

### Qualificate
1. Kateryna Bondarenko
2. Chanelle Scheepers

1. Angelique Kerber
2. Aravane Rezaï

## Tabellone qualificazioni

### Sezione 1
|  | Primo turno | Primo turno              | Primo turno              | Primo turno | Primo turno |  |  | Secondo turno | Secondo turno       | Secondo turno       | Secondo turno | Secondo turno |  |
|  |             |                          |                          |             |             |  |  |               |                     |                     |               |               |  |
|  | 1           | Kateryna Bondarenko      | Kateryna Bondarenko      | 6           | 6           |  |  |               |                     |                     |               |               |  |
|  |             | Ol'ga Alekseevna Pučkova | Ol'ga Alekseevna Pučkova | 2           | 2           |  |  | 1             | Kateryna Bondarenko | Kateryna Bondarenko | 6             | 6             |  |
|  | WC          | Jennifer Elie            | Jennifer Elie            | 5           | 2           |  |  | 5             | Akgul Amanmuradova  | Akgul Amanmuradova  | 4             | 3             |  |
|  | 5           | Akgul Amanmuradova       | Akgul Amanmuradova       | 7           | 6           |  |  |               |                     |                     |               |               |  |

### Sezione 2
|  | Primo turno | Primo turno        | Primo turno        | Primo turno | Primo turno |  |  | Secondo turno | Secondo turno      | Secondo turno      | Secondo turno | Secondo turno |  |
|  |             |                    |                    |             |             |  |  |               |                    |                    |               |               |  |
|  | 2           | Chanelle Scheepers | Chanelle Scheepers | 6           | 6           |  |  |               |                    |                    |               |               |  |
|  |             | Johanna Konta      | Johanna Konta      | 2           | 3           |  |  | 2             | Chanelle Scheepers | Chanelle Scheepers | 7             | 6             |  |
|  | WC          | Elizabeth Lumpkin  | Elizabeth Lumpkin  | 3           | 3           |  |  | 6/WC          | Jamie Hampton      | Jamie Hampton      | 5             | 3             |  |
|  | 6/WC        | Jamie Hampton      | Jamie Hampton      | 6           | 6           |  |  |               |                    |                    |               |               |  |

### Sezione 3
|  | Primo turno | Primo turno      | Primo turno      | Primo turno | Primo turno |  |  | Secondo turno | Secondo turno    | Secondo turno    | Secondo turno | Secondo turno |  |
|  |             |                  |                  |             |             |  |  |               |                  |                  |               |               |  |
|  | 3           | Angelique Kerber | Angelique Kerber | 6           | 6           |  |  |               |                  |                  |               |               |  |
|  |             | Tat'jana Puček   | Tat'jana Puček   | 0           | 3           |  |  | 3             | Angelique Kerber | Angelique Kerber | 6             | 6             |  |
|  |             | Casey Dellacqua  | Casey Dellacqua  | 6           | 6           |  |  |               | Casey Dellacqua  | Casey Dellacqua  | 2             | 1             |  |
|  | 8           | Andreja Klepač   | Andreja Klepač   | 2           | 1           |  |  |               |                  |                  |               |               |  |

### Sezione 4
|  | Primo turno | Primo turno       | Primo turno       | Primo turno | Primo turno |  |  | Secondo turno | Secondo turno     | Secondo turno | Secondo turno | Secondo turno |  |
|  |             |                   |                   |             |             |  |  |               |                   |               |               |               |  |
|  | 4           | Aravane Rezaï     | Aravane Rezaï     | 6           | 6           |  |  |               |                   |               |               |               |  |
|  |             | Līga Dekmeijere   | Līga Dekmeijere   | 4           | 0           |  |  | 4             | Aravane Rezaï     | 6             | 5             | 6             |  |
|  | WC          | Simone Kalhorn    | Simone Kalhorn    | 0           | 1           |  |  | 7             | Al'ona Bondarenko | 4             | 7             | 4             |  |
|  | 7           | Al'ona Bondarenko | Al'ona Bondarenko | 6           | 6           |  |  |               |                   |               |               |               |  |